# El pantano (serie de televisión)
El pantano es una serie de televisión española producida por BocaBoca y emitida por Antena 3 en el año 2003.

## Historia
En un comienzo estaba previsto que tuviera 13 episodios de 70 minutos cada uno, pero por razones de audiencia (se empezó a emitir el mismo día que la exitosa Los Serrano y posteriormente compitió con partidos de la Liga de Campeones de la UEFA) fue retirada prematuramente de antena, con tan solo tres capítulos emitidos de ocho grabados sobre los trece inicialmente previstos. Apenas alcanzó una media del 15% de cuota de pantalla. Quedando la historia inconclusa, y dado que se estaba emitiendo con relativa aceptación en un canal de pago, la productora rodó un noveno episodio en el que todas las tramas se cerraron a toda prisa. El desenlace de la serie no pudo verse hasta septiembre de 2003 en el canal FDF.

## Listado de capítulos
Oficialmente, la serie no titulaba sus capítulos, pero según la web oficial de la cadena y los DVD oficiales de la serie, los titulan de la siguiente forma:
- Capítulo 1: Señales.
- Capítulo 2: Destinos.
- Capítulo 3: Misterios.
- Capítulo 4: El diario de Alicia.
- Capítulo 5: Bajo sospecha.
- Capítulo 6: Accidente.
- Capítulo 7: Intoxicación.
- Capítulo 8: La búsqueda.
- Capítulo 9: Aguas Negras.

## Reparto
- Natalia Verbeke ... Inés Alonso
- Emma Suárez ... Claudia Alonso
- Antonio Valero ... Gonzalo
- Jorge Bosch ... Luis
- Mariana Cordero ... Rosa
- Aníbal Soto ... Tomás
- Pedro Casablanc ... Alejandro
- Carmen Morales ... Candela
- David Selvas ... Gabi
- Isabel Ordaz ... Carmen
- Jorge Casalduero ... Dioni
- Anna Ycobalceta ... Adriana
- Alicia Rozas ... Elisa
- Javier González... Nico
- Ruth Núñez ... Herminia
- Leo Rivera ... Teo
- Elena de Frutos ... Alicia
- Marco Martínez... Migue
- Biel Durán ... Fede
- Marina Valdés ... Montse

## Argumento
La historia se centra en el personaje de Inés Alonso (Natalia Verbeke), una treintañera que, huyendo de la agitada vida de la ciudad, de la infidelidad de su novio y de una clínica en la que no puede ejercer con libertad y ética su vocacional profesión de médico, decide trasladarse al pueblecito donde ella y su hermana pasaban su infancia; allí su hermana Claudia (Emma Suárez), regenta junto a su marido Tomás (Aníbal Soto) y sus dos hijos un restaurante. Será en este tranquilo lugar donde Inés comience una nueva vida.
Nada más llegar, Inés tendrá que enfrentarse a su primer caso. Inés atenderá a Alicia (Elena de Frutos) una adolescente aquejada de una extraña enfermedad pulmonar. La poca colaboración de la joven y la extraña actitud de su compañero en el centro médico harán que Inés empiece a sospechar que algo raro está pasando. Lo que en un principio parece un caso médico comienza a complicarse.
Elisa (Alicia Rozas), hija de Claudia, encuentra en El Pantano un colgante con forma de pez (se trata del embalse de Valmayor en El Escorial); a raíz de este descubrimiento se nos irá desvelando un secreto que algunos parecen conocer, pero del que ninguno quiere hablar.
Alicia comenzará a generar suspicacias entre los habitantes del pueblo, especialmente con su profesor de literatura, Luis (Jorge Bosch).
A partir de este punto, toda la historia girará sobre el misterio que ocultan Alicia y sus compañeros de clase, así como Alejandro, el médico del pueblo (Pedro Casablanc).